# Teigh
Teigh – wieś w Anglii, w hrabstwie Rutland. Leży 9 km na północny wschód od miasta Oakham i 142 km na północ od Londynu. W 2001 miejscowość liczyła 48 mieszkańców.